# آدریانو دا ماتا
آدریانو دا ماتا (انگلیسی: Adriano da Matta؛ زادهٔ ۱۲ ژوئیهٔ ۱۹۸۸) بازیکن فوتبال اهل برزیل است.
از باشگاه‌هایی که در آن بازی کرده‌است می‌توان به باشگاه فوتبال مونتسا، باشگاه ورزشی ویتوریا، و باشگاه فوتبال پرو ورچلی اشاره کرد.